# Bougadoum
Bougadoum är en kommun i departementet Amourj i regionen Hodh Ech Chargui i Mauretanien. Kommunen hade 40 341 invånare år 2013.